# Mein Essen mit André
Mein Essen mit André (Originaltitel: My Dinner with Andre) ist ein US-amerikanischer Spielfilm von Louis Malle aus dem Jahr 1981.

## Handlung
Der Schauspieler und Theaterautor Wally trifft sich zu einem Abendessen mit seinem Freund André in einem französischen Restaurant in New York. Die beiden haben sich seit mehreren Jahren nicht mehr gesehen. Wally tut sich schwer die französische Speisekarte zu lesen, aber sein Freund hilft ihm mit den Übersetzungen. André erzählt seinem Kollegen, was in seinem Leben in den letzten Jahren geschehen ist, während Wally vor allem zuhört. Er erzählt von seinen Erfahrungen mit den Theaterexperimenten des polnischen Regisseurs Jerzy Grotowski. Weitere Gesprächsthemen sind Andrés Reisen: mit tibetischen Mönchen in die Sahara, in die unwirtliche Landschaft von Nordschottland und sein Aufenthalt bei Richard Avedon in Montauk, wo er an einem Wiedergeburtsritual teilgenommen hatte.
Die Konversation der beiden endet mit einem Ausbruch Wallys, der glaubt, dass sein Freund die letzten Jahre seines Lebens verschwendet habe. Er teilt seinem Freund mit, er sei der Meinung, dass dessen Glaube an Magie gefährlich sei – nicht nur für ihn, André, selbst, sondern auch für andere.
In seiner Argumentation erkennt Wally jedoch, dass seine pragmatische Sicht auf das Leben nicht die einzig richtige ist. Wally ist verwirrt und fährt nach dem Essen mit dem Taxi durch New York. Auf der Fahrt denkt er an seine Kindheit in New York zurück und beginnt die Dinge des Lebens auf eine etwas andere Weise zu sehen.

## Hintergrund
- Der Film wurde in Folge 19 (Critical Film Studies, Mein Essen mit Abed) der zweiten Staffel der Fernsehserie Community thematisiert.
- Der Film wird in einer Folge bei „Die Simpsons“ parodiert. In der Folge Auf Wildwasserfahrt spielt Martin Prince eine Arcade-Umsetzung des Films auf einem Spielautomaten.

## Kritiken
„Ein Dialogfilm, der in bewußter Beschränkung der Ausdrucksmittel eine vielschichtige und literarisch anspruchsvolle Meditation über existentielle, politische und künstlerische Probleme versucht. Ein Werk, das Aufmerksamkeit und Geduld erfordert, aber auch geistige Anregung vermittelt.“

„Das allerdings ist durchaus nicht ungestaltet einfach abgefilmt, sondern entpuppt sich, spätestens beim zweiten Blick, als äußerst sensibel in Filmographie und Schnitt - und als ein modernes Filmkonzept...“

## Auszeichnungen
Der Film wurde 1982 von der Boston Society of Film Critics mit dem Preis für den besten US-amerikanischen Film und dem Preis für das beste Drehbuch ausgezeichnet.